# Plombières
Plombières (bis 1919 offiziell Bleyberg, so auch regelmäßig noch in deutschsprachigen Medien Ostbelgiens, hochdeutsch Bleiberg, niederländisch Blieberg) ist eine politische Gemeinde in Belgien. Sie liegt am Dreiländereck zwischen dem Königreich Belgien, der Bundesrepublik Deutschland und dem Königreich der Niederlande. Die Gemeinde hat 10.771 Einwohner (Stand 1. Januar 2024) und gehört zur Wallonischen Region, zur Französischen Gemeinschaft Belgiens, zur Provinz Lüttich und zum Bezirk Verviers. Ebenso gehört es zur Euregio Maas-Rhein.

## Geographie

### Geographische Lage
Ein Teil der Gemeindegrenzen ist mit der belgisch-niederländischen Grenze identisch. Die Gemeinde liegt etwa 12 km westlich von Aachen (D), 17 km nördlich von Eupen (B), etwa 40 km östlich von Lüttich (B), 20 km nördlich von Verviers (B) und 33 km südöstlich von Maastricht (NL) entfernt.
Die Nachbargemeinden/-städte sind in Belgien: Kelmis, Lontzen, Aubel, Welkenraedt, Teuven/Voeren, sowie in den Niederlanden: Vaals und Gulpen-Wittem und in Deutschland Aachen.

### Landschaft

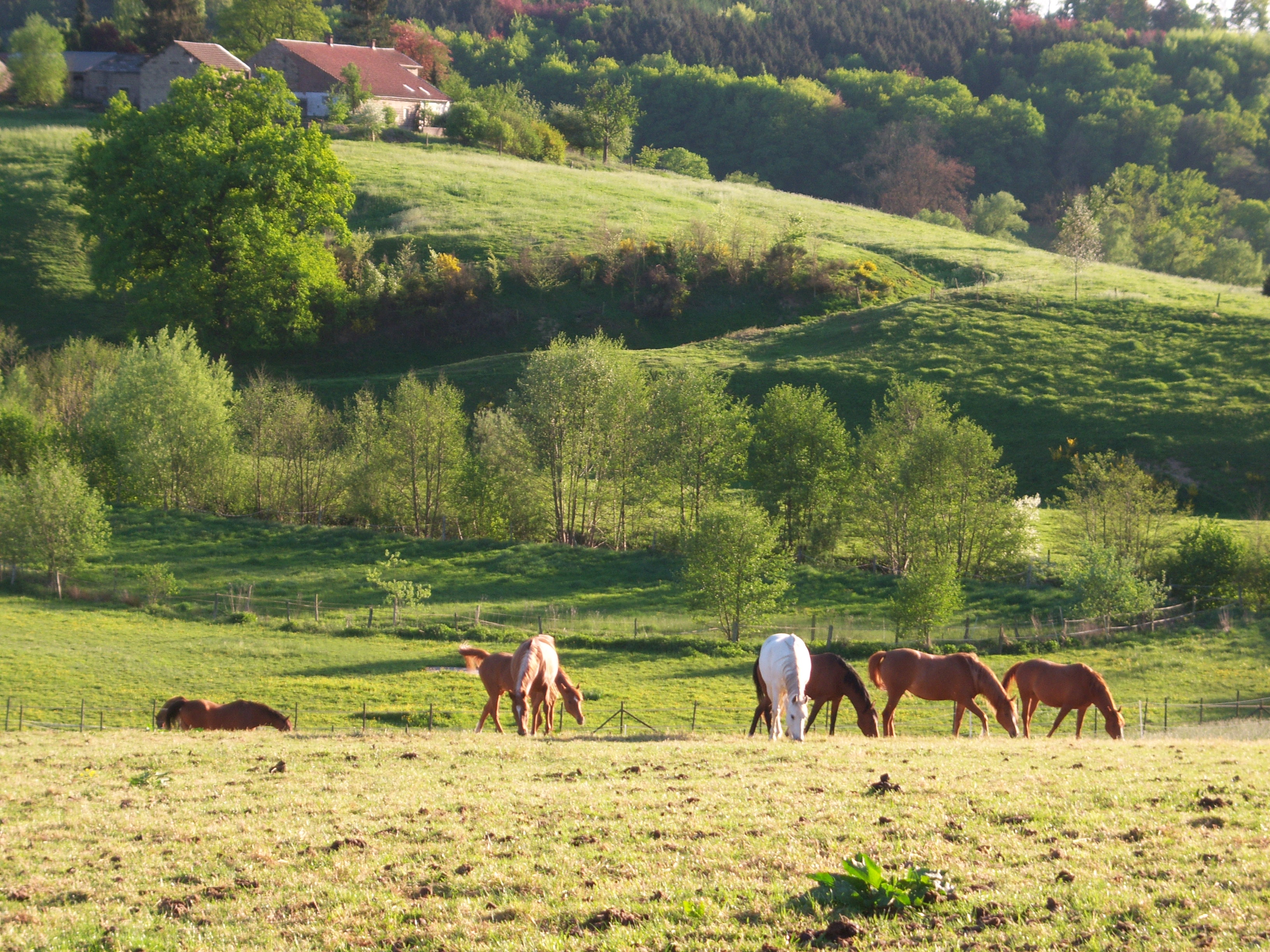
Flusstal an der Göhl

Die Gemeinde ist ländlich geprägt, doch zeichnet sie sich verkehrsmäßig durch ihre große Nähe zu den drei auch überregional bedeutenden Großstädten Lüttich (B), Aachen (D) und Maastricht (NL), der Bezirkshauptstadt Verviers (B) und Eupen (B), der Hauptstadt der Deutschsprachigen Gemeinschaft Belgiens, aus.
Ein beliebter regionaler Ausflugsort ist das Dreiländereck Belgien-Deutschland-Niederlande auf dem Vaalserberg mit Ausflugslokalen, dem Aussichtsturm Tour Baudouin / Balduinturm – zu Gemmenich gehörend, ca. 50 m auf belgischer Seite – auf niederländischer Seite mit dem größten Labyrinth Europas und, nur 30 m vom Drielandenpunt entfernt, dem höchsten Punkt der europäischen Niederlande, zu Vaals gehörend, sowie vielen Wandermöglichkeiten im Aachener Wald in und durch alle drei Staaten. Durch den Ort fließt die Göhl in einem Flusstal, sie mündet später in den Niederlanden in die Maas. Für den früheren Bleibergbau im Ort wurde ihr Flusslauf dauerhaft verlegt. Hierfür wurde 1862 ein Tunnel durch einen Felsen gesprengt; heute fließt die Göhl durch denselben über ein Sperrwehr und einen künstlichen Wasserfall.

### Gliederung

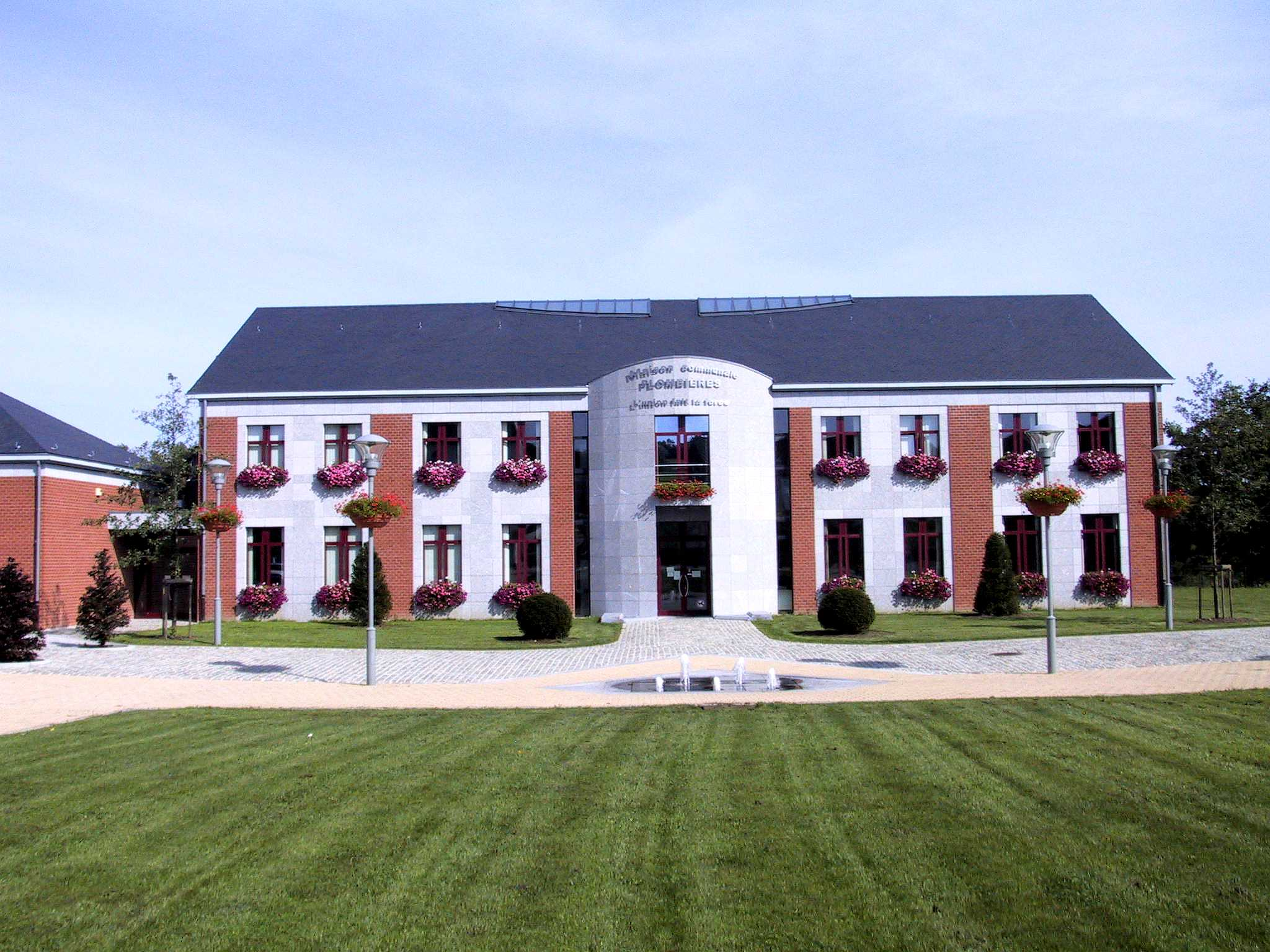
Rathaus von Plombières

Plombières besteht aus neun Ortsteilen:
- Plombières (Bleiberg/Bleyberg)
- Moresnet bzw. Moresnet-Village (Village, französisch für „Dorf“) auch: Alt-Moresnet (1975 eingemeindet)
- Moresnet-Chapelle (Gemeindeteil von Moresnet), auch: Eikschen (a gen Eikske) genannt.
- Hombourg (Homburg) (1977 eingemeindet)
- Gemmenich (1977 eingemeindet)
- Völkerich (Gemeindeteil von Gemmenich)
- Montzen (1977 eingemeindet)
- Montzen-Gare (Gare französisch „Bahnhof“) (Gemeindeteil von Montzen)
- Sippenaeken (Sippenaachen) (1977 eingemeindet)

Die Postleitzahlen von Plombières lauten: 4850, 4851 und 4852.

## Bevölkerung

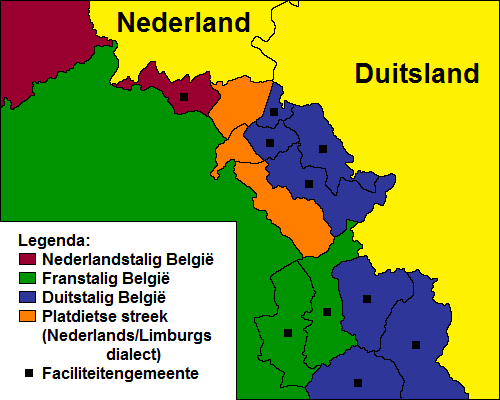
Lage der Plattdeutschen Gemeinden (Platdietse streek, orange) im Osten Belgiens

Bleyberg ist die nördlichste der drei sogenannten Plattdeutschen Gemeinden (Platdietse streek) im Osten Belgiens, in denen Mundarten des Platdiets gesprochen werden, die jedoch zur Französischen Gemeinschaft Belgiens mit französischer Amtssprache gehören und in denen bisher von den gesetzlich möglichen „ruhenden“ Fazilitäten für Niederländisch- und Deutschsprachige kein Gebrauch gemacht worden ist. Es grenzt innerbelgisch an die Deutschsprachige Gemeinschaft und die Flämischen Gemeinschaft.
Viele Einwohner von Plombières sind mehrsprachig und sprechen zwei bis drei Sprachen. Die Einheimischen sprechen als Muttersprache zu einem Teil eine Variante des Ripuarischen und Hochdeutsch, zum anderen aber auch eine niederländisch gefärbte limburgische Mundart des Niederfränkischen. Eine Mischform stellt etwa das Gemmenicher Platt dar. Außerdem wird zugleich eine wallonische Mundart und das Französische gepflegt.
Hochdeutsch war die Schul- und Kirchsprache bis 1918 und wurde nach der deutschen Besatzungszeit im Ersten Weltkrieg durch das Französische abgelöst. Auf Ersuchen des Ortes wurde auch der deutsch klingende Ortsname Bleyberg 1919 durch königlichen Beschluss in das französisch klingende Plombières („Plomb“ französisch für „Blei“) geändert. Seit der Abstimmung über die sprachliche Zuordnung in Belgien im Jahre 1963 gehört Plombières offiziell zum französischen Sprachgebiet. Dabei wurde jedoch per Gesetz die Möglichkeit offen gelassen, später noch Fazilitäten in Verwaltungsangelegenheiten für Niederländisch- und/oder Deutschsprachige einzurichten („Ruhende“ Fazilitäten). Bis heute ist offiziell kein Gebrauch von diesen Fazilitäten gemacht worden.
Aus Sicht der Sprachforschung stellt die Gemeinde ein hochinteressantes Gebiet dar.

## Der Erzabbau
In früheren Zeiten lebten die Bewohner Bleybergs vom Bergbau. Erste Erwähnungen des Bleiabbaus stammen aus dem 14. Jahrhundert. Am 23. Juni 1825 erhielten die Brüder John und James Cockerill die Konzession für das Bergwerk Bleyberg. Nach dem Tod der Brüder wurde durch deren Nachlassverwalter Barthold Suermondt eine neue Gesellschaft unter der Bezeichnung Société du Bleyberg Belgique gegründet, die dann am 8. Juli 1846 in Compagnie des Mines et Fonderies du Bleyberg („Gesellschaft der Bergwerke und Gießereien Bleyberg“) umfirmiert wurde und im gleichen Jahr auf deutscher Seite auch die Bleihütte Münsterbusch bei Stolberg einrichtete. Der Erzabbau wurde Ende des 19. Jahrhunderts eingestellt und danach noch Erze aus Frankreich verhüttet. Der Betrieb in Bleyberg wurde schließlich in den 1920er Jahren eingestellt. Die Gebäude und Öfen verfielen zu Ruinen und am 15. Februar 1934 wurden zwei Schornsteine abgerissen. Die Gemeinde litt in der Folgezeit unter einer hohen Arbeitslosigkeit und einem vermehrten Fortzug von jungen Menschen.

## Geschichte
Siehe auch: Neutral-Moresnet (1815–1919)
Plombières blickt als Grenzgemeinde auf eine wechselvolle Geschichte zurück. Es liegt in einer Mittelgebirgslandschaft in den Ausläufern der Ardennen und der Eifel.
Im Gemeindegebiet bekam das Aachener Marienstift wohl schon zur Regierungszeit Kaiser Lothars II. (855/869) Grundbesitz. Er lag auch in Gemmenich, das 888 „Geminis“ genannt wurde, als König Arnulf dem Marienstift seine Besitzungen hier und in 42 weiteren Orten bestätigte (MGH DArn Nr. 031).
Am 7. Dezember 1870 wurde die internationale Bahnstrecke Welkenraedt–Bleyberg (L 39) und am 2. Oktober 1895 die Bahnstrecke Chênée–Bleyberg (L 38) in Betrieb genommen. Beide Bahnstrecken sind heute weitgehend stillgelegt und die Gleise abgebaut.
Plombières hält in ganz Belgien einen politischen Rekord: Am 4. Dezember 2006 wurde Thierry Wimmer zum Bürgermeister von Plombières gewählt. Er war mit 22 Jahren zum Zeitpunkt seiner Wahl der jüngste Bürgermeister Belgiens.

## Kultur und Sehenswürdigkeiten
Die Wallfahrtsstätte Moresnet-Chapelle oder Eikchen, auch a gen Ekske (‚an der kleinen Eiche‘) genannt, im Gemeindeteil Moresnet-Chapelle ist seit Mitte des 18. Jahrhunderts als Wallfahrtsort mit seinem Gnadenbild, welches ursprünglich an einer Eiche stand, der Wallfahrtskirche und dem zwischen 1901 und 1903 von den Franziskanern  parkartig angelegten Kreuzweg von regionaler Bedeutung. Der Kalvarienberg (Kreuzweg) mit 14 Stationsbildern von Wilhelm Albermann wurde bis zum 31. Dezember 2005 von Franziskanern der Kölnischen Franziskanerprovinz betreut. Die Ordensmänner waren 1875 nach Moresnet gekommen, als der preußische Staat im Kulturkampf die Ordensgemeinschaften verbot. Das Kloster wurde in eine katholische Begegnungsstätte umgewandelt.
In Moresnet-Village überspannt der Göhltalviadukt, einer der längsten europäischen Eisenbahn-Viadukte, das Tal der Göhl, mit einer Länge von 1120 m und einer Höhe von bis zu 58 m. Er wurde 1916 erbaut, als der Ort von den Truppen des kaiserlichen deutschen Reiches besetzt war; von 2002 bis 2004 wurde der Viadukt aufwändig restauriert.
Auf dem Gebiet von Plombières sind noch einige historische Getreidemühlen entlang der Göhl und der Gulp (Schyns-Mühle, Meyers Mühle, Mühle von Medael etc.) erhalten geblieben, die Zeugis vergangener Selbstversorgung in den einzelnen Ortsteilen sind.

### Schloss Alensberg
Am Ortsausgang, in unmittelbarer Nähe zum Göhltalviadukt und zum ehemaligen Bleibergwerk befinden sich die Reste von Schloss Alensberg. Erbauer des Wohnturms mit Wassergräben soll Mitte des 15. Jahrhunderts Johann von Alensberg gewesen sein. Nach mehreren Zwischen besitzern wurde die Anlage 1823 von Arnold Timothée de Lasaulx an James Cockerill verkauft, dieser vermachte es später testamentarisch seiner Tochter Caroline (1819–1867) und ihrem Ehemann Karl Suermondt (1822–1902), einem Bruder von Barthold. Nach Karls Tod ging das Anwesen zunächst auf seinen Sohn Armand Suermondt (1849–1921) über, der das Schloss aufwändig restaurierte. 1921 erhielt es dessen Bruder Arthur Suermondt (1845–1922), der jedoch nur ein Jahr später verstarb. Seine Familie gab das Anwesen daraufhin zum Verkauf frei. Im September 1944 wurde das Schloss bei der Sprengung des nahegelegenen Viadukts derart in Mitleidenschaft gezogen, dass die Besitzer es bis auf den mittelalterlichen, fünfstöckigen Wohnturm und das dazugehörende Bauernhaus abrissen. Der Wohnturm und die Umfassungsmauern wurden ab 2015 wieder instand gesetzt.

Impressionen
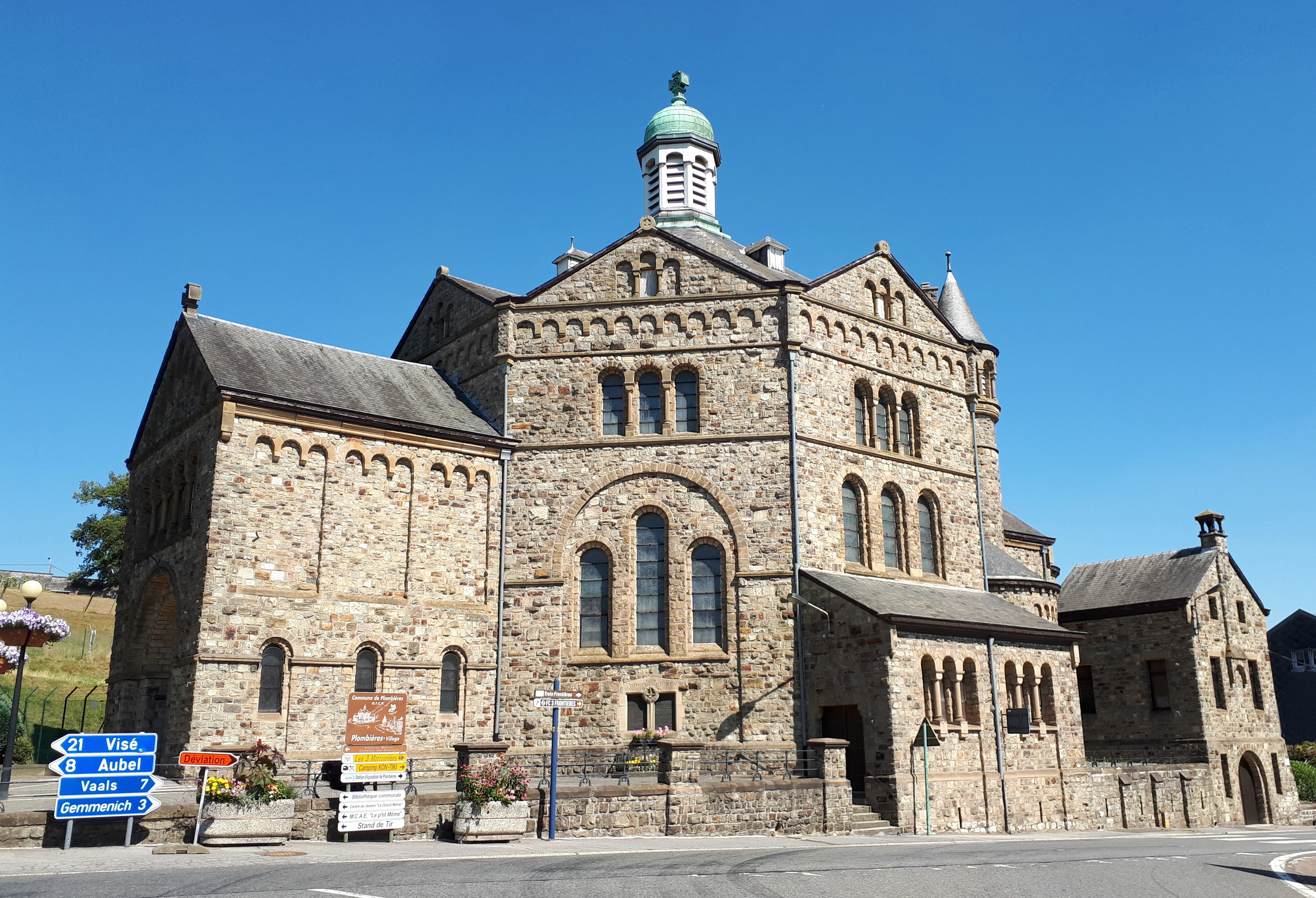
Plombières, Kirche
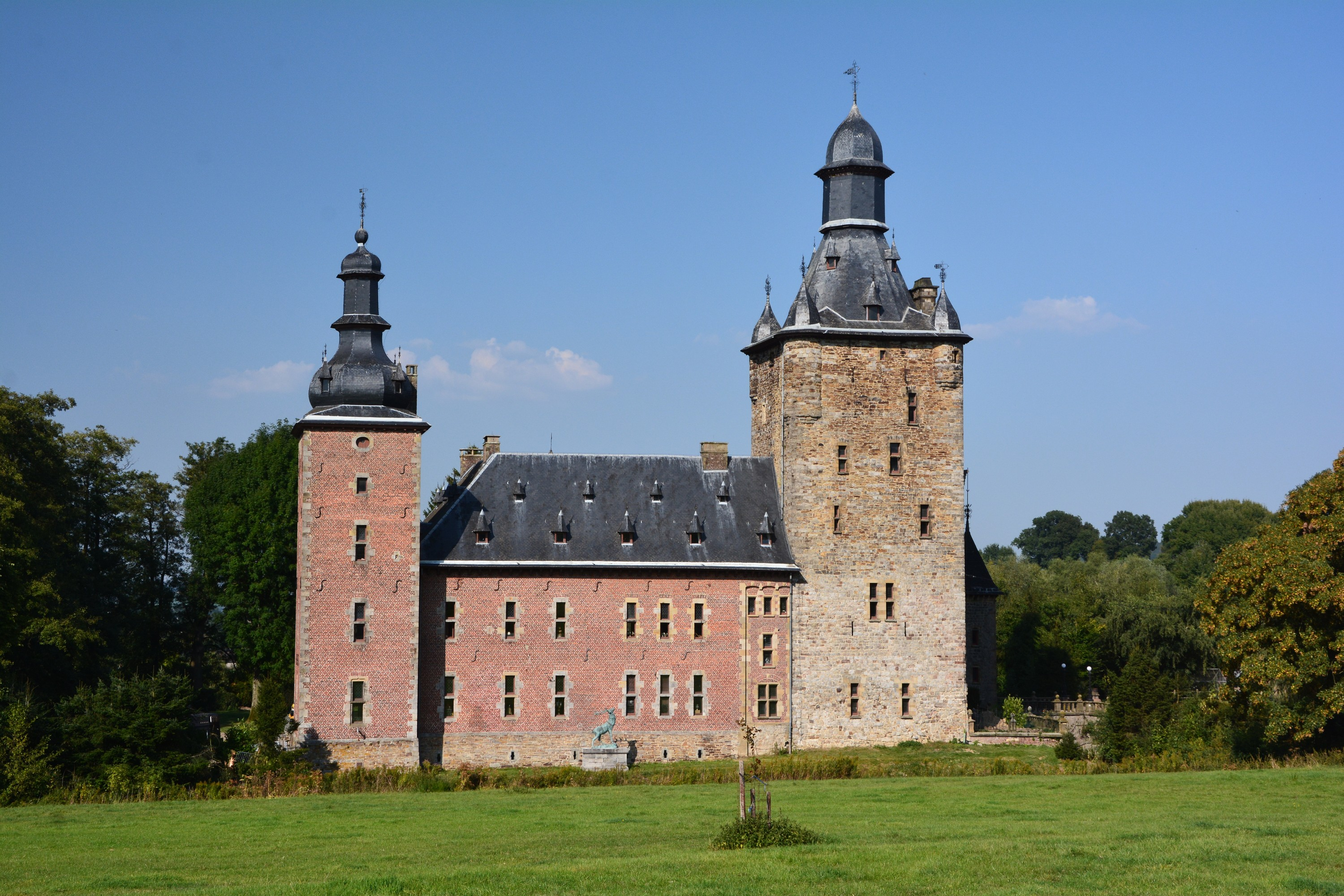
Schloss Beusdael, Sippenaeken
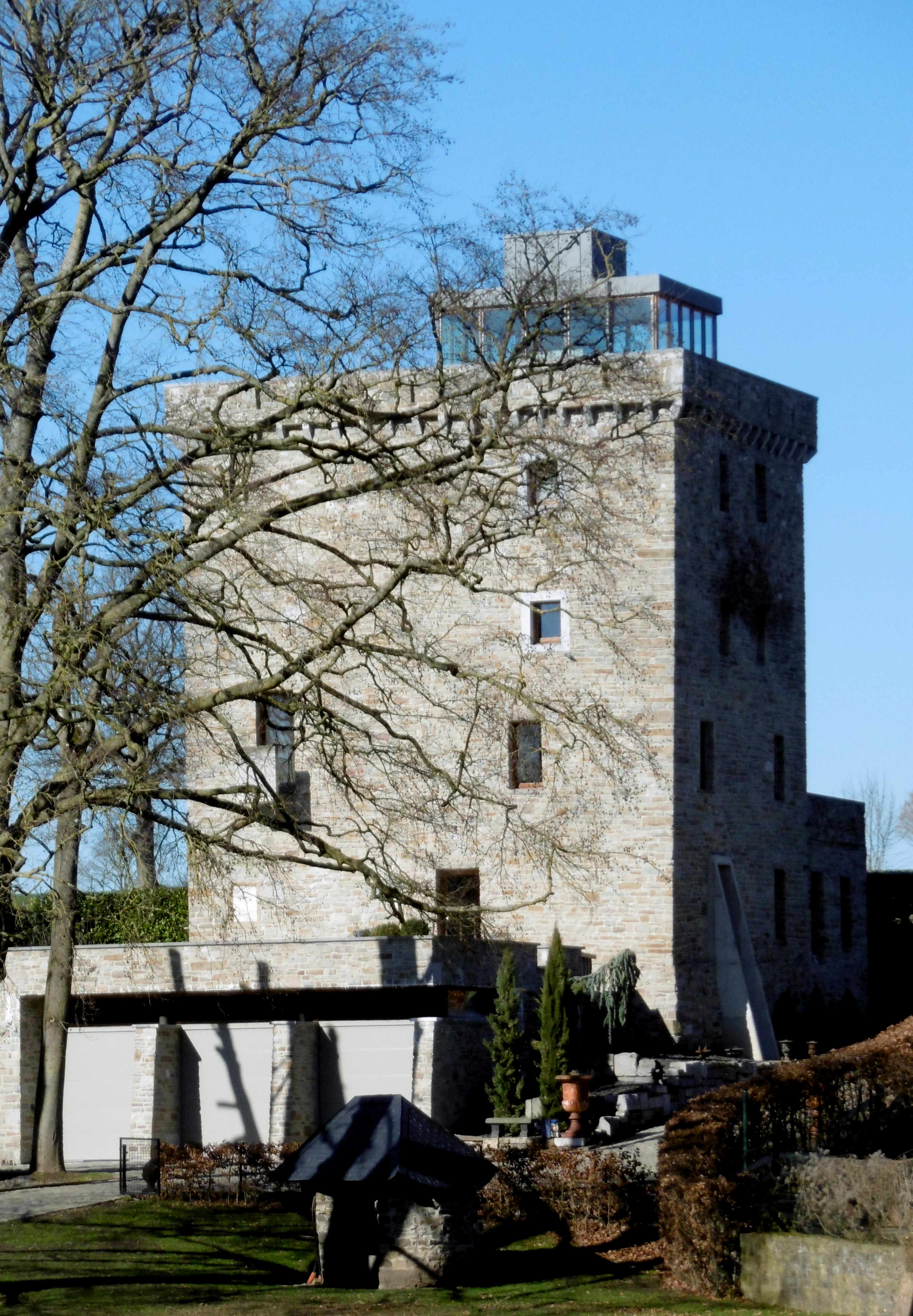
Schloss Alensberg, Moresnet
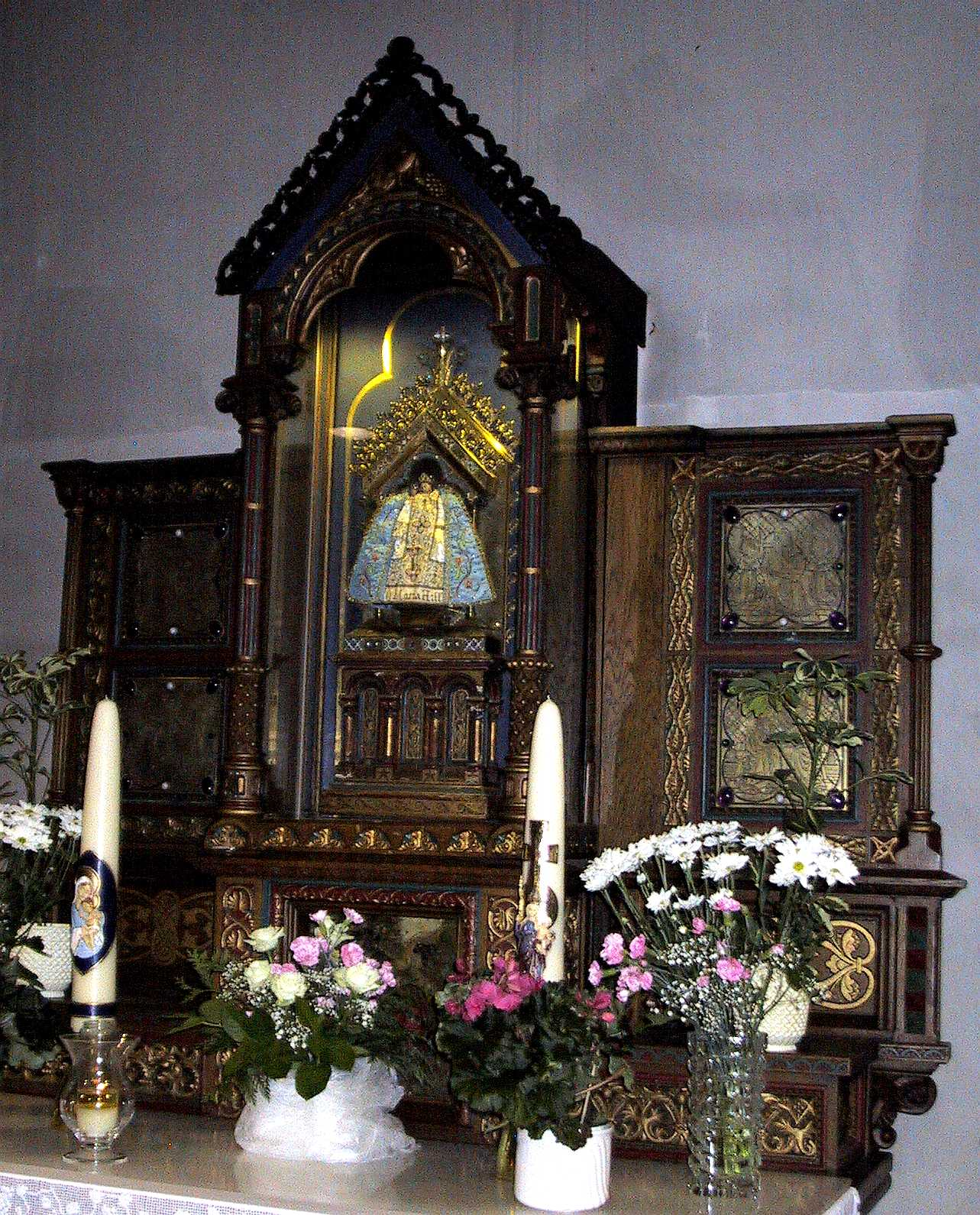
Madonna von Moresnet-Chapelle
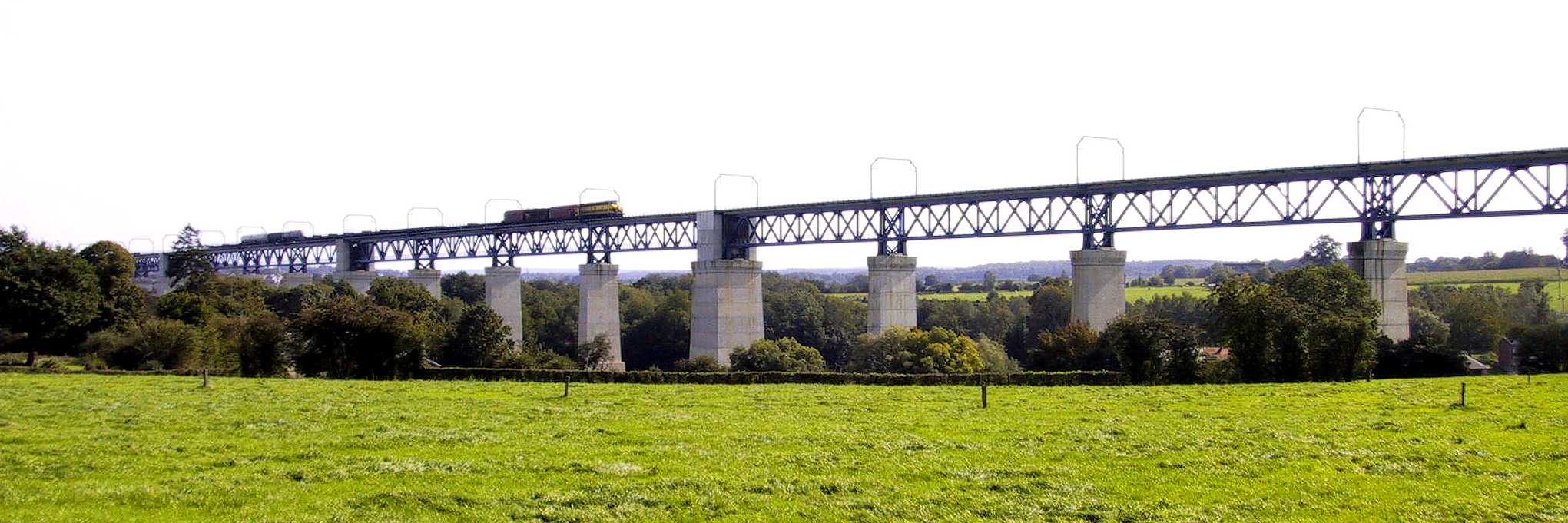
Eisenbahn-Viadukt von Moresnet
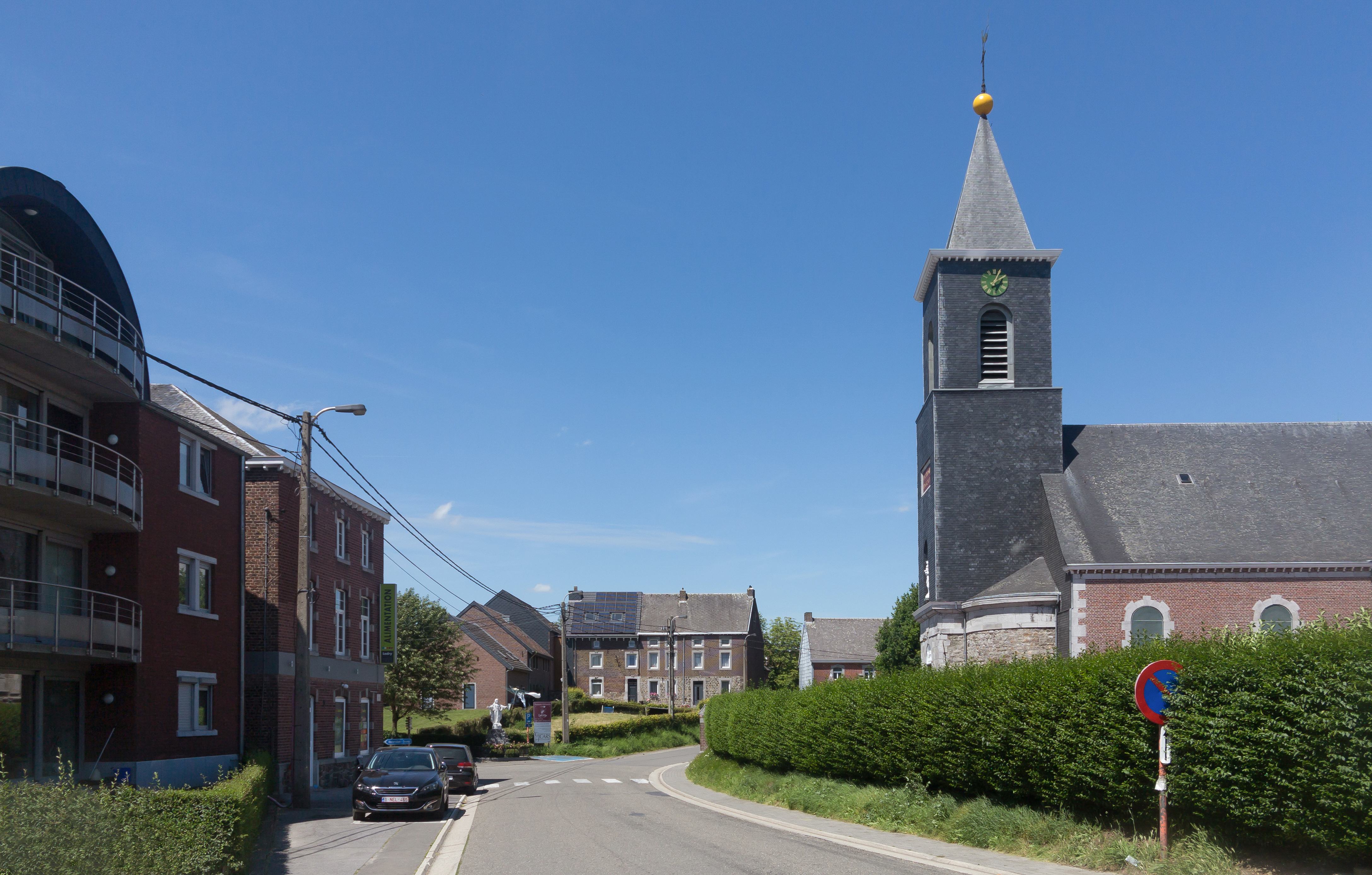
Homburg, Kirche St. Brice